# Jean-François Caloni
Jean-François Caloni (Cotlliure, 1859 - Courbevoie, Hauts-de-Seine, 1937) va ser enginyer militar, polític i historiador cotlliurenc que participà destacadament a la batalla de Verdun, comandant l'agrupació Mangin. Se'l considera un dels salvadors d'aquella vila i batalla. També participà en les campanyes del Marroc. Posseïdor d'una brillant carrera com a enginyer militar, també fou historiador de la seva vila nadiua.